# Armand Clarou
Le docteur Armand Clarou, né le 6 décembre 1860 à Pieusse (Aude) et mort le 19 mars 1927 au Vigan (Gard), est un homme politique français, ancien député du Gard.

## Biographie
Armand Clarou est le fils de d'Auguste Clarou (1830-1881), banquier à Limoux et de Irma Borie, propriétaire à Pieusse. Le père, engagé dans le combat républicain à la fin du Second Empire et au début de la IIIe République, conseiller municipal de Limoux et candidat au conseil général de l'Aude, était un ami des députés Fortuné Brousses, Théophile Marcou et du communard Émile Digeon. Sa passion pour la politique et ses relations ont certainement été déterminants dans la carrière politique de son fils Armand. 
Armand Clarou, après des études à la Faculté de médecine de Montpellier, devient interne des hôpitaux de Nîmes et professeur adjoint d'accouchement à la maternité du Gard. Sa thèse de médecine, publiée en 1887, porte sur La tuberculose de la région ano-rectale. Il devient ensuite médecin-chef de l'Hôpital du Vigan dans le Gard. 
Lors de la Première Guerre mondiale il est mobilisé, dès le 2 août 1914, en qualité de médecin auxiliaire. Le 6 septembre 1917, il est nommé Aide Major de 2e classe. Il termine la guerre avec le grade de Médecin Lieutenant, décoré de la Croix de Guerre avec deux citations. 
La paix revenue, il reprend son service à l'Hôpital du Vigan et au Dispensaire d'hygiène sociale (qu'il crée). Il est également Médecin-inspecteur des enfants assistés. À la même époque, il est désigné comme Président du Conseil d'Arrondissement dont il était membre depuis 1904. 
Le 11 mai 1924, Armand Clarou est élu député du Gard, liste du Cartel des gauches.
À la Chambre des députés il s'inscrit au Groupe Radical et Radical Socialiste. Il est aussi élu vice-président de la Commission de l'hygiène et appartient au Groupe de défense paysanne.
Armand Clarou est inhumé au cimetière Saint Martin de Limoux (Aude).